# Капоэта (аэропорт)
Аэропорт Капоэта (англ. Kapoeta Airport) — аэропорт, расположенный в городе Капоэта, Южный Судан.

## Месторасположение
Аэропорт Капоэта (ИАТА: n/a, ИКАО: HSKP) располагается в одноимённом городе Капоэта рядом с границей с Кенией и с Угандой. Аэропорт расположен примерно в 3 км к северу от центрального района Капоэты.
Аэропорт Капоэты расположен на высоте 677 метров над уровнем моря и находится в 221 км к востоку от международного аэропорта Джубы, крупнейшего аэропорта Южного Судана. Аэропорт состоит из единственной грунтовой взлётно-посадочной полосы длиной 1058 м.

## Рейсы
Аэропорт Капоэта является небольшим гражданским аэропортом, обсуживающий город Капоэта и близлежащие окрестности. 